# نونه
نونه (به ایتالیایی: None) یک کومونه در ایتالیا است که در استان تورین واقع شده‌است. نونه ۲۴٫۷ کیلومتر مربع مساحت و ۸٬۰۳۴ نفر جمعیت دارد و ۲۴۵ متر بالاتر از سطح دریا واقع شده‌است.